# Jean-Claude Malgoire
Jean-Claude Malgoire (Avignone, 25 novembre 1940 – Parigi, 14 aprile 2018) è stato un oboista, direttore d'orchestra e musicologo francese, fondatore e direttore dell'ensemble La Grande Écurie et la Chambre du Roy.

## Biografia
Jean-Claude Malgoire iniziò gli studi musicali al Conservatorio nella sua città natale. Si trasferì poi al Conservatorio di Parigi, dove vinse il primo premio per l'oboe e la musica da camera.
Cominciò quindi la carriera da strumentista, e nel 1966 con un gruppo di amici strumentisti fondò La Grande Écurie et la Chambre du Roy, uno tra i primi ensemble specializzato nell'interpretazione della musica barocca su strumenti d'epoca, di cui resterà sempre direttore.
Nel 1968 ottenne il primo premio al Concorso internazionale di Ginevra.
Nel 1972 divenne solista dell'orchestra di musica contemporanea 2e2m Ensemble. Fu notato dal direttore d'orchestra Charles Münch, che gli affidò il ruolo di solista di corno inglese nell'Orchestre de Paris.
Oltre al suo lavoro come direttore d'orchestra con La Grande Écurie e La Chambre du Roy, suonò nelle più importanti orchestre sinfoniche sotto la direzione, tra gli altri, di Seiji Ozawa e Herbert von Karajan.
Dal 1975  registrò molte opere, tra cui alcune anteprime mondiali, come il Rinaldo di Händel e l'Alceste di  Lully. Nel 1992 ricevette il riconoscimento Victoire de la Musique per il Motezuma di Antonio Vivaldi.
Era direttore artistico del laboratorio di produzione musicale e teatrale L'Atelier Lyrique de Tourcoing, sin dalla sua fondazione nel 1981.

## Discografia
Jean-Claude Malgoire ha registrato numerosi dischi in qualità di direttore de La Grande Écurie et la Chambre du Roy.

## Video
- 2004 - Antonio Salieri, Tarare, con Deutsche Händel-Solisten (Arthaus Musik)